# Congettura di Eulero
La congettura di Eulero è una congettura, collegata all'ultimo teorema di Fermat, che fu proposta da Leonhard Euler nel 1769. Essa afferma che per ogni intero n > 2, la somma di n − 1 potenze n-esime di interi positivi non può uguagliare una potenza n-esima.
Questa congettura fu confutata da L. J. Lander e T. R. Parkin nel 1966, che trovarono il seguente controesempio per n = 5:
275 + 845 + 1105 + 1335 = 1445.
Nel 1988, Noam Elkies trovò un metodo per costruire dei controesempi per il caso n = 4. Il controesempio più piccolo che fornì fu il seguente:
26824404 + 153656394 + 187967604 = 206156734.
In seguito, Roger Frye trovò il più piccolo controesempio per n = 4 tramite una ricerca diretta al computer, utilizzando tecniche proposte da Elkies:
958004 + 2175194 + 4145604 = 4224814.
Al momento non sono noti controesempi per n > 5.